# Efua Sutherland
Efua Theodora Sutherland (27 de junio de 1924 - 21 de enero de 1996) fue una escritora y poetisa ghanesa, conocida principalmente por el texto Foriwa, escrito en el año 1967. También fue una reconocida activista por los derechos de la mujer.

## Biografía
Efua estudió Pedagogía en las Universidades inglesas de Homerton y Cambridge. Tras su vuelta a Ghana en el año 1951, su carrera literaria es una de las más ilustres y famosas en la escritura africana en inglés.
En el Diccionario Bibliográfico de Teatro se le define como "la gran dama del teatro de Ghana". Ha escrito biografías, poesía y ficción. Ha producido también y dirigido varias de sus propias obras, además de haber fundado y dirigido varias compañías de teatro.
Efua promovió las actividades culturales para niños desde comienzos de la década de 1950 hasta su muerte, y desempeñó un rol destacado en el desarrollo de currículum educativos, literatura, teatro y películas sobre y para los niños de Ghana. En su ensayo fotográfico de 1960 Tiempo de jugar en África, escrito junto con Willis E Bell, enfatizó la importancia de los juegos en el desarrollo de los niños a lo cual le siguió su liderazgo en la década de 1980 para desarrollar un modelo de parques públicos para niños  en su país.
Sutherland promovió el pan-africanismo adhiriendo a sus principios y colaborando con personalidades africanas y de la diáspora africana en diversas disciplinas, entre los que se cuentan Chinua Achebe, Ama Ata Aidoo, Maya Angelou, W. E. B. Du Bois y Shirley Graham du Bois, Margaret Busby, Tom Feelings, Langston Hughes, Martin Luther King y Coretta Scott King, Femi Osofisan, Felix Morisseau-Leroi, Es’kia Mphahlele, Wole Soyinka y Ngugi wa Thiong’o.  En la década de 1990 inspiró el festival bienal Panafricano del Teatro (PANAFEST).

## Sus obras
Sutherland experimentó creativamente con la narración y otras formas dramáticas de las tradiciones indígenas ghanesas. Sus obras a menudo se basaban en historias tradicionales, pero también tomaban prestados historias de la literatura occidental, transformando las convenciones del cuento popular africano en técnicas teatrales dramáticas modernas. Muchos de sus poemas y otros escritos fueron transmitidos en The Singing Net, un popular programa de radio iniciado por Henry Swanzy, y fueron publicados posteriormente en su antología Voces de Ghana de 1958. El primer número de 1960 de la revista Okyeame contiene su cuento "Samantaase", una adaptación de un cuento popular. Sus obras más conocidas son Edufa (1967) (basada en Alcestis de Eurípides), Foriwa (1967) y El Casamiento de Anansewa (1975).
En Edufa, el personaje epónimo trata de escapar de la muerte manipulando a su esposa, Ampoma, hasta la muerte que le predicen los oráculos. En la obra, Sutherland utiliza las creencias ghanesas tradicionales de la adivinación y la interacción de ceremonias africanas tradicionales y europeas con el fin de retratar a Edufa como una persona moderna rica y exitosa que es muy apreciada por su pueblo. La obra recurre a rituales y simbolismos tradicionales, pero la historia se cuenta en el contexto del abandono capitalista de Edufa de su compromiso moral hacia su esposa, mientras que su esposa y las otras mujeres favorecen la moralidad del pasado.
En Foriwa, el personaje epónimo, que es hija de la reina madre de Kyerefaso, y Labaran, un graduado del norte de Ghana que vive una vida sencilla, llevan la modernidad a Kyerefaso, una ciudad que se ha vuelto atrasada e ignorante porque los ancianos de la ciudad se niegan a aprender nuevas formas. El tema principal de Foriwa es la alianza de viejas tradiciones y nuevas formas. La obra intenta promover un nuevo espíritu nacional en Ghana que aliente la apertura a nuevas ideas y la cooperación entre etnias.
El matrimonio de Anansewa: un drama narrativo (1975) está considerado la contribución más valiosa de Sutherland al drama y teatro de Ghana. En la obra, transmuta los cuentos tradicionales de la araña Akan Ananse (Anansesem) en una nueva estructura dramática, a la que llama Anansegoro. Nyamekye (una versión de Alicia en el país de las maravillas), una de sus obras posteriores, muestra cómo fue influenciada por la tradición de la ópera popular.

## Principales textos
- Foriwa (1967)
- Edufa (1967)
- The marriage of Anansewa (1975)
- The voice in the Forest (1983)